# Schöndelt
Schöndelt ist ein Ortsteil von Finnentrop im Kreis Olpe in Nordrhein-Westfalen mit rund 90 Einwohnern. Er liegt etwa in der Mitte des von Oedingen nach Fretter führenden Streckenabschnitts der Landesstraße 737. Die Ortsumgebung des typisch sauerländischen Dorfes ist bergig und waldreich.

## Geschichte
Über das Alter von Schöndelt existieren keine exakten Nachweise; es wird vom Heimatverein auf „über 800 Jahre“ geschätzt. Schöndelt war mit der Pfarrei Schönholthausen eng verbunden und ebenfalls im Besitz der Abtei Herford. Ein Güterverzeichnis der Abtei Herford aus dem Ende des 14. Jahrhunderts nennt in Schöndelt und im nahe gelegenen Husen (Wiebelhausen) insgesamt sechs Höfe: vier in Schöndelt, zwei in Wiebelhausen, nämlich Schonholte, Schonholte-Kotborenn, Schonholte (anders genannt: Koipmanns), Schonholte-Weuel, Ton-Husenn, und Ton-Husenn-Weuel.
Ein Schatzungsregister (diente der Erhebung von Steuern) für das Jahr 1543 zeigt für Schonhoult (Schöndelt) sieben Steuerpflichtige, wobei es sich teilweise um ähnliche Namensbezeichnungen wie in dem vorgenannten Güterverzeichnis handelt. Geht man davon aus, dass zu jedem Steuerpflichtigen eine sechsköpfige Familie gehörte, so dürften in Schöndelt im 14. bis 16. Jahrhundert etwa 40 bis 50 Personen gelebt haben.
Schöndelt, das bis dahin zur Gemeinde Oedingen im Amt Serkenrode (Kreis Meschede) gehört hatte, wurde im Zuge der Gebietsreform im Kreis Olpe zum 1. Juli 1969 ein Teil der neuen Gemeinde Finnentrop im Kreis Olpe, während Oedingen zu Lennestadt kam.

## Kirche

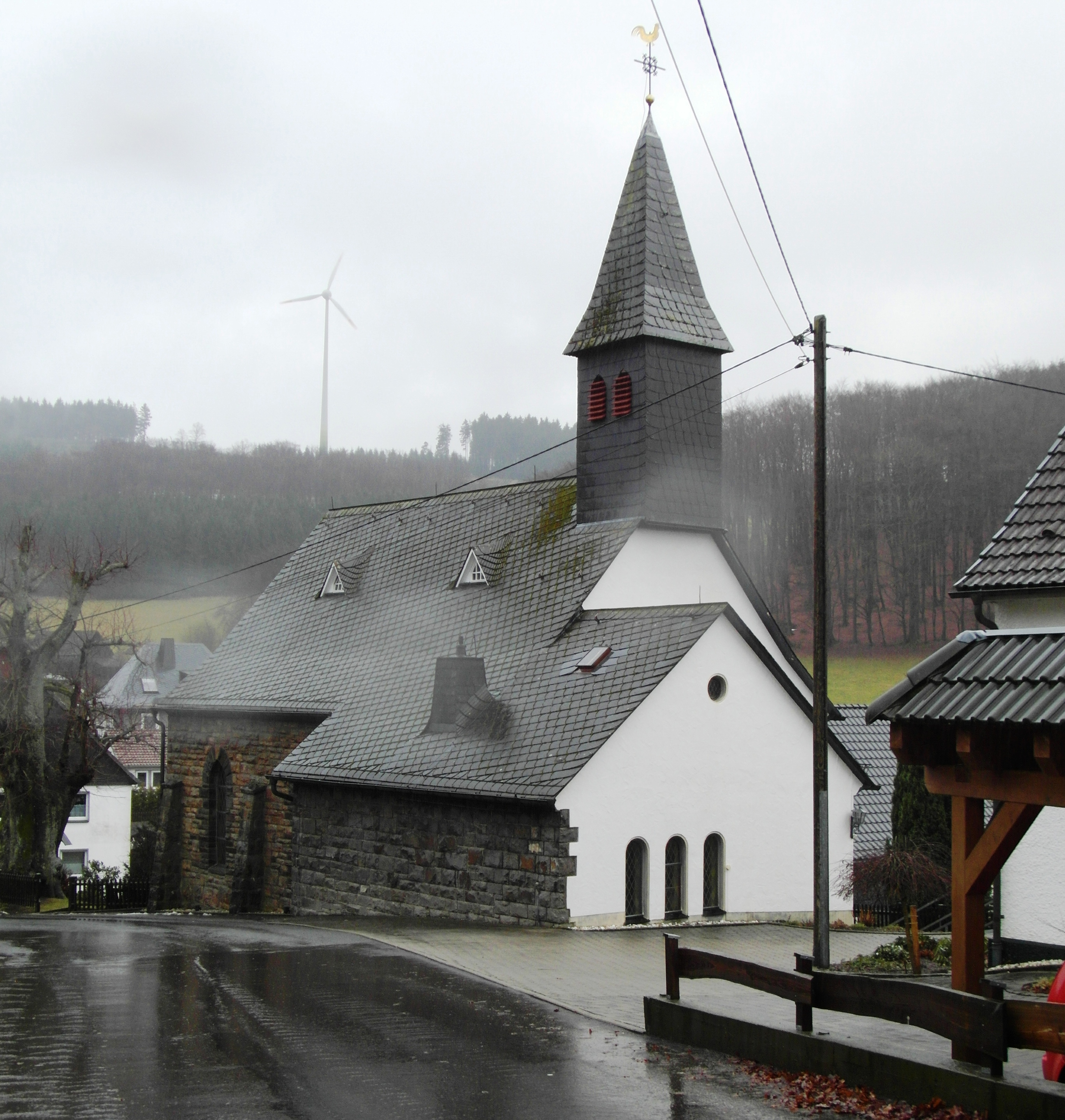
Kapelle St. Georg

Seit wann in Schöndelt eine Kapelle bzw. Kirche bestanden hat, lässt sich mangels eindeutiger Belege nicht beurteilen. Eine St. Georg geweihte Kapelle befand sich mitten im Dorf und musste im Jahr 1914 wegen Baufälligkeit abgerissen werden. An gleicher Stelle wurde die heute das Ortsbild prägende St.-Georg-Kirche errichtet und am 14. Dezember 1915 eingeweiht.
Die Kirchengemeinde St. Georg gehört gemeinsam mit vier anderen Gemeinden in Fretter (St. Matthias), Serkenrode (St. Johannes Baptist), Schliprüthen (St. Georg) und Ostentrop (St. Lucia) dem Pastoralverbund Frettertal an. Zusammen mit St. Matthias Fretter unterhält die Kirchengemeinde St. Georg Schöndelt für pastorale Aufgaben einen gemeinsamen Pfarrgemeinderat, aber eine eigenständige Vermögensverwaltung mit einem Kirchenvorstand. Wichtige Aufgaben des Kirchenvorstandes sind die Verwaltung der kircheneigenen Grundstücke und des Friedhofs. Hinzu kam im Jahr 2012 die Sanierung von umfangreichen Schäden, die im Innenraum der Kirche nach einem Brand entstanden waren.

## Sonstiges
Beliebte Veranstaltungen der Dorfgemeinschaft sind die jährlichen Kinderschützenfeste und die Dorffeste in Verbindung mit Wettbewerben für Männer und Frauen im Tauziehen; seit 2011 findet jährlich auch ein Wettbewerb im „Bierathlon“ (Bierkistentragen) statt.
Neben der Kirche steht eine als Naturdenkmal geschützte Linde, die 1668 gepflanzt worden sein soll.